# مریدولا کوشی
مریدولا کوشی (انگلیسی: Mridula Koshy؛ ۱۹۶۹ –) نویسنده اهل هند است.